# Del Moore
Del Moore, nome artístico de Marion Delbridge Moore (Pensacola, 14 de maio de 1916 - Encino, 30 de agosto de 1970) foi um comediante e ator norte-americano.
Na década de 1960, trabalhou ao lado de Jerry Lewis nos filmes Cinderfella, The Nutty Professor, The Patsy e The Big Mouth. Na televisão, trabalhou em produções como Mystery Science Theater 3000 e Dragnet.
Em fevereiro de 1960, ganhou uma estrela na Calçada da Fama de Hollywood. e em 1970, aos 54 anos de idade, morreu em decorrência de uma hemorragia cerebral.